# Método de la Gran M
Corresponde a una variación del Algoritmo simplex para penalizar la presencia de variables artificiales mediante la introducción de una constante {\displaystyle M} definida como un valor muy grande. 

### Procedimiento
Se inicia obteniendo la forma aumentada del modelo de programación lineal considerando para cada restricción funcional la variable de holgura, de exceso o artificial necesarias para tener el modelo en forma de ecuación. Como las variables artificiales no forman parte del modelo de programación lineal original entonces se necesita hacer algo para igualarlas a cero en el momento que se alcance la iteración óptima, esto se logra asignando una penalización.
Sea {\displaystyle M\in \mathbb {R} ^{+}} un valor suficientemente grande, matemáticamente {\displaystyle M\to \infty }. El coeficiente de una variable artificial representa una penalización apropiada si el coeficiente en la función objetivo de la variable artificial es
{\displaystyle {\begin{cases}-M,{\text{ en problemas de Maximización}}\\M,{\text{ en problemas de Minimización}}\end{cases}}}